# Agathangjel Mbrica
Agathangjel Mbrica, född 1883, död 1957, var en albansk guldsmed.
Agathangjel Mbrica föddes i staden Berati i Albanien. Hans far var en skräddare.
Som fjortonåring fick han en lärlingsanställning hos en guldsmed. Han blev känd under 1920-talet som en av de främsta guldsmedarna i Albanien. Han fick flera beställningar, bland annat åt den albanske kungen Ahmet Zogu. Det mesta av hans verk är inspirerad av religiösa händelser.